# Don Preston
Don Preston (Flint, Michigan, 21 september 1932) is een Amerikaanse jazz- en rocktoetsenist. Hij is vooral bekend als lid van Frank Zappa's band The Mothers of Invention.
Preston heeft ook gespeeld en platen opgenomen met onder meer John Lennon, John & Yoko, Peter Erskine, Robby Krieger van The Doors, Flo & Eddie, Michael Mantler en Bobby Bradford. Ook heeft hij de muziek voor meer dan 20 speelfilms en 14 toneelstukken op zijn naam staan. Hij heeft talrijke prijzen gewonnen en heeft opgetreden met het Los Angeles Philharmonic Orchestra en het London Philharmonic Orchestra.

## Biografie

### Jeugd
Preston werd geboren in een muzikaal gezin in Flint, een stadje ten noorden van Detroit. Zijn vader speelde saxofoon en trompet en was de eerste trompettist in het Tommy Dorsey Orchestra. Nadat het gezin naar Detroit verhuisde, werd Dons vader stafarrangeur voor NBC en huiscomponist van het Detroit Symphony Orchestra. Don kreeg vanaf ongeveer vijfjarige leeftijd pianoles, o.a. van de nonnen op de katholieke basisschool. Op twaalfjarige leeftijd moest hij de school verlaten omdat hij meerdere leerlingen en een lerares (een non) had gehypnotiseerd. Rond deze tijd scheidden zijn ouders.
In 1950 nam Preston dienst in het leger en werd uitgezonden naar Triëst in Italië, de toenmalige Vrije zone Triëst. Hij speelde er in een legerband (aanvankelijk piano, bastrom en klokkenspel) naast Herbie Mann, destijds saxofonist. In Triëst was hij in de kazerne kamergenoot van trompettist Buzz Gardner, die hem kennis liet maken met hedendaagse klassieke componisten zoals Béla Bartók, Anton Webern, Alban Berg en Arnold Schönberg. Preston begon op basgitaar te spelen toen hij in de 98th Army Band van de Trieste United States Troops zat.

### Vroege carrière
Na zijn terugkeer naar Detroit in 1953 begon Preston bas te spelen met pianist Tommy Flanagan. Hij speelde ook met Elvin Jones en anderen in het West End Cafe, waar Yusef Lateef twee keer per week jamsessies leidde met Milt Jacksons broer, bassist Alvin Jackson. Hij verhuisde in 1957 naar Los Angeles vanwege de belangrijke avantgardejazzscene in die stad. Hij raakte bevriend met Paul en Carla Bley en bezocht jamsessies met Ornette Coleman en Don Cherry. In die tijd speelde Preston met het Hal McIntyre Orchestra en toerde hij door Canada met Nat King Cole. Tussen 1958 en 1965 speelde Preston met een aantal jazzartiesten, waaronder Shorty Rogers, Charlie Haden, Paul Bley, Emil Richards en Paul Beaver.

### The Mothers en Frank Zappa
Preston leerde Zappa kennen in de Pal Recording Studio van Paul Buff, waar Zappa vanaf 1961 werkte als opnametechnicus. In die studio maakte Preston onder de naam Unnamed Experimental Project met Zappa, Buzz Gardner en zijn broer Bunk experimentele muziek.
In 1966 begon Preston als toetsenist van de Mothers of Invention aan een lange samenwerking met Frank Zappa. Preston werkte pas mee vanaf het tweede album van de Mothers: Absolutely Free. Na het ontslag van gitarist Elliot Ingber werden de band voor dit tweede album uitgebreid met Preston en Bunk Gardner, de jongere broer van Prestons dienstmaat Buzz Gardner. Preston speelde vervolgens mee op alle albums van wat The Original Mothers genoemd wordt. Eind 1969 hief Zappa - voornamelijk uit financiële overwegingen - de band op. Preston werkte mee op synthesizer op het door Zappa geproduceerde album Permanent Damage van de GTO's. In mei 1970 speelde Preston mee in de MOI Reunion Tour, maar in de door Zappa in juni heropgerichte nieuwe versie van The Mothers speelde Gerorge Duke de keyboards. Begin 1971 speelde Preston een aantal concerten als gast mee op minimoog, en van juni tot december 1971 maakte Preston weer deel uit van de Mothers. In de periode erna wisselden George Duke en Don Preston elkaar af als toetsenist, totdat de Mothers in 1974 opgeheven werden.
In 1980 richtte Preston samen met enkele andere oud-Mothers de Grandmothers op. De band speelde voornamelijk Zappacomposities en brachten drie albums uit. Als gastmusicus speelde Preston in 2001, 2002 en 2016 bij de Zappa tributeband Project/Object (met Zappa-alumni Ike Willis en Napoleon Murphy Brock). In 2002 bundelde Don Preston zijn krachten met oud-leden van Frank Zappa, gitarist Ken Rosser en drummer/percussionist Christopher Garcia om de Grande Mothers Re:Invented op te richten. Ze traden op tijdens talloze concerten en festivals in Amerika, Canada en Europa, waaronder Oostenrijk, België, Kroatië, Tsjechië, Denemarken, Engeland, Duitsland, Nederland, Italië, Noorwegen en Zwitserland.
Rond 2010 begonnen Preston en Bunk Gardner met toeren onder de naam Don & Bunk Show en hebben ze een cd uitgebracht. Als trio met Chris Garcia toerden zij daarna onder de naam The Grandmothers Of Invention.

### Overig
Preston heeft in zijn lange carrière opgetreden met vele andere artiesten, waaronder: Lou Rawls, Al Jarreau, Billy Daniels, Johnnie Ray, Vaughn Monroe, Connie Francis, Art Davis, Carla Bley, Joe Beck, Leo Sayer, Charles Lloyd, Nelson Riddle, J.R. Monterose en Don Ellis. Hij heeft lezingen gegeven aan de universiteiten van Cornell, Harvard en Yale, Sarah Lawrence College, Arizona en Queen’s University Belfast.
In 2010 begon Preston, samen met Bunk Gardner, een samenwerking met gitarist/componist Jon Larsen en Zonic Entertainment. De eerste opnamen waren een audio-autobiografische productie, The Don Preston Story, gevolgd door het elektronische muziek- en eigentijdse ruimtedrama Colliding Galaxies. Preston bracht zijn eigen boek uit, getiteld Listen. Preston schreef de muziek voor de film Dancing With Were-wolves, die in juli 2016 uitkwam.
Don Preston is geen familie van de Don Preston die in de jaren 1970 leadgitaar speelde bij Joe Cocker en Leon Russell. De eerste heeft echter toegegeven dat hij enkele jaren geleden per ongeluk een royaltycheque heeft ontvangen (en onbewust heeft verzilverd) die voor de laatste bedoeld was.

### Kritiek
Uit zijn biografie bij Cryptogramophone Records: 
Prestons soli worden vaak vergeleken met de stijl van Cecil Taylor vanwege zijn manier van spelen met intense passie, gecombineerd met een intellectuele benadering, technische vaardigheden en de manier waarop een verteller met een verhaallijn omgaat. Zijn spel en zijn composities bestrijken panorama's van stemming en emotie, allemaal gekleurd door de vrijheid die hij heeft uit het opmerkelijk gemak waar hij mee speelt.

## Discografie
- 1992: Dom De Wilde Speaks
- 1993: Vile Foamy Ectoplasm
- 1997: Hear Me Out
- 2001: Io Landscapes
- 2001: Corpus Transfixum
- 2001: Music from Blood Diner & Other Films
- 2002: Transcendence
- 2004: Aysymetrical Construct met Bobby Bradford en Elliot Levine
- 2007: Vile Foamy Ectoplasm (expanded from 1993)
- 2009: 26 Pieces for Piano & Violin met Harry Scorzo
- 2010: Colliding Galaxys (Zonic Entertainment)
- 2011: Escape from 2012 met drummer Andrea Centazzo
- 2012: The Don Preston Story met Jon Larsen, interview
- 2012: Filters, Oscillators & Envelopes 1967–1982

Als Don Preston Trio (met Joel Hamilton en Alex Cline)
- 2001: Transformation

Als Don Preston's Akashic Ensemble
- 2003: Inner Realities of Evolution
- 2005: Tetragrammaton

Als The Don & Bunk Show (met Bunk Gardner)
- 2000: Necessity Is...
- 2002: Joined at the Hip
- 2014: The Don and Bunk Show

Met Frank Zappa/The Mothers of Invention/The Mothers
- 1967: Absolutely Free
- 1968: We're Only in It for the Money
- 1968: Cruising with Ruben & the Jets
- 1969: Mothermania
- 1969: Uncle Meat
- 1970: Burnt Weeny Sandwich
- 1970: Weasels Ripped My Flesh
- 1971: Fillmore East – June 1971
- 1972: Just Another Band from L.A.
- 1972: Waka/Jawaka
- 1972: The Grand Wazoo
- 1974: Roxy & Elsewhere
- 1985: The Old Masters Box One Mystery Disc
- 1986: The Old Masters Box Two Mystery Disc
- 1988: You Can't Do That on Stage Anymore, Vol. 1
- 1989: You Can't Do That on Stage Anymore, Vol. 3
- 1991: You Can't Do That on Stage Anymore, Vol. 4
- 1992: You Can't Do That on Stage Anymore, Vol. 5
- 1992: You Can't Do That on Stage Anymore, Vol. 6
- 1992: Playground Psychotics
- 1993: Ahead of Their Time
- 1996: The Lost Episodes
- 2004: Quaudiophiliac
- 1991: Beat the Boots: The Ark
- 1991: Beat the Boots: Unmitigated Audacity
- 1991: Beat the Boots: 'Tis the Season to Be Jelly
- 1992: Beat the Boots II: Electric Aunt Jemima
- 1992: Beat the Boots II: Swiss Cheese/Fire!
- 1992: Beat the Boots II: Our Man in Nirvana
- 2010: Greasy Love Songs

Met The Grandmothers
- 1981: The Grandmothers
- 1982: Looking Up Granny's Dress
- 1983: Fan Club Talk LP
- 1994: Who Could Imagine
- 2001: Eating the Astoria
- 2001: 20 Year Anthology of the Grandmothers
- 2001: The Eternal Question
- 2003: A Grandmothers Night at The Gewandhaus
- 2014: Live in Bremen
- 2018: Free Energy

### Als gast
Met Ant-Bee
- 1993: The *#!%%? of Ant-Bee – Rarities Vol. 3
- 1993: Snorks and Wheezes
- 1994: The Bizarre German E.P.
- 1994: With My Favorite "Vegetables" & Other Bizarre Muzik
- 1997: Lunar Muzik
- 2011: Electronic Church Muzik

Met John Carter
- 1987: Dance of the Love Ghost
- 1988: Shadows on a Wall
- 1989: Comin' On
- 1990: Fields

Met Eugene Chadbourne
- 1993: 10 Most Wanted
- 1994: Locked in a Dutch Coffeeshop met Jimmy Carl Black

Met Robby Krieger
- 1982: Versions
- 1985: Robby Krieger

Met Michael Mantler
- 1985: Alien
- 1987: Live
- 1996: The School of Understanding

Met Sandro Oliva
- 1995: Who the Fuck Is Sandro Oliva
- 2004: Heavy Lightning

Met Sixstep
- 2013: "I'm Not an Atheist (Yet)" (single)
- 2013: "Hear No Evil"

met anderen
- 1969: Trout Mask Replica - Captain Beefheart & His Magic Band
- 1969: Permanent Damage - The GTOs
- 1971: The Visit - Bob Smith
- 1971: Escalator over the Hill - Carla Bley/Paul Haines
- 1972: Some Time in New York City - John Lennon
- 1972: The Phlorescent Leech & Eddie - Flo & Eddie
- 1972: Geronimo Black - Geronimo Black
- 1974: Satin Doll - Bobbi Humphrey
- 1979: Eskimo - The Residents
- 1979: Apocalypse Now - Soundtrack
- 1989: Ivo - John Patitucci/Peter Erskine/Airto/Ivo Perelman
- 1989: Where Flamingos Fly - Gil Evans
- 1989: Aurora - Peter Erskine/Buell Neidlinger
- 1992: Jefferson Airplane Loves You - Jefferson Airplane
- 1999: God Shave the Queen - Muffin Men
- 2003: On Time - Arthur Barrow
- 2011: Beyond the Holographic Veil - J21